# Corsica del Sud
La Corsica del Sud (Corse-du-Sud in francese, Pumonti in còrso) è un dipartimento francese della Corsica (Corse, Corsica). Confina a nord con il dipartimento dell'Alta Corsica (Haute-Corse, Cismonte) ed è bagnata dal mar Tirreno ad est e dal mar Mediterraneo ad ovest.
A fine 2017, in seguito al processo di progressiva autonomia dell’isola, il consiglio dipartimentale è stato abolito e le sue competenze trasferite alla regione, mentre il dipartimento esiste ora solo come ripartizione territoriale degli uffici statali francesi.

## Località
Località principali (nome in còrso):
- Ajaccio (Aiacciu) - capoluogo
- Sartena (Sartè)
- Porto Vecchio (Portivechju)
- Bonifacio (Bunifaziu)
- Propriano (Prupià)
- Vico (Vicu)

## Storia
Il territorio del dipartimento corrisponde in gran parte alla porzione Sud-Ovest dell'isola che è al di là (rispetto alla penisola italiana) dello spartiacque segnato dalla principale catena montuosa della Corsica. Storicamente fu denominato Pumonti (in còrso), Banda di fuori, Di là dai monti o più recentemente Corsica suttana (in còrso). 
Fino alla conquista francese (1769) questa divisione aveva valore geografico ma non amministrativo.
A seguito dell'annessione alla Francia, la Corsica fu divisa (1793) in due dipartimenti, denominati allora secondo i nomi di fiumi appartenenti rispettivamente a ciascun territorio: il dipartimento Sud-Ovest fu chiamato Dipartimento del Liamone, con capoluogo Ajaccio, quello del Nord-est fu chiamato Golo, con capoluogo Bastia, sino ad allora capoluogo di tutta la Corsica.
I due dipartimenti vennero poi riunificati in un solo dipartimento di Corsica nel 1811, diviso in 5 arrondissement.
Ajaccio, patria di Napoleone I, fu grandemente favorita dall'imperatore, che ne fece la nuova capitale unica dell'isola e con decreto imperiale le attribuì esclusivi privilegi fiscali e doganali. I due dipartimenti furono ricreati nel 1975, ciascuno dotato di un proprio organo di governo, il "Consiglio Generale" (Conseil Général), seguendo quasi perfettamente i confini di quelli creati nel 1793. Il capoluogo della Corsica e del dipartimento della Corsica del Sud restò ad Ajaccio.
Ripartito in 22 cantoni (Alta Corsica: 30), il dipartimento della Corsica del Sud si estende su una superficie di 4014 km² (Alta Corsica: 4 666), con una popolazione di 118 593 abitanti (Alta Corsica: 141 603) distribuita in 124 comuni.

## Presidenti del Consiglio generale del dipartimento della Corsica del Sud
| 1975 - 1976 | Jean-Paul de Rocca Serra |
| 1976 - 1977 | Marius Casile            |
| 1977 - 1982 | Jean-Paul de Rocca Serra |
| 1982 - 1985 | Jean-Dominique Cesari    |
| 1985 - 1998 | José Rossi               |
| 1998 - 2001 | Marc Marcangeli          |
| 2001 - 2004 | Noël Sarrola             |
| 2004 - 2006 | Roland Francisci         |
| 2006 - 2017 | Jean-Jacques Panunzi     |

## Comuni
- Comuni della Corsica del Sud